# Крамар Назар Матвійович
Назар Матвійович Крамар (нар. 1903, село Ступичне, тепер Звенигородського району Черкаської області — ?) — радянський діяч, секретар Тарнопільського та Молдавського обласних комітетів КП(б)У, голова Тимчасового управління Бережанського повіту Тарнопільського воєводства. Депутат Верховної ради Молдавської АРСР 1-го скликання і Тарнопільської обласної ради депутатів трудящих 1-го скликання.

## Біографія
Народився в бідній селянській родині. Закінчив сільську початкову школу. З дитячих років працював у поміщика і на цукровому заводі. У 1923 році вступив до комсомолу. З 1924 до 1925 року працював у артілі (колгоспі) села Ступичне.
З вересня 1925 року служив у Червоній армії.
Після демобілізації — голова правління артілі (колгоспу) села Ступичне. Закінчив курси керівних колгоспних працівників у Москві.
Після закінчення курсів — інструктор районної колгоспної спілки із організації праці в колгоспах Молдавської АРСР.
Член ВКП(б).
До червня 1939 року — 1-й секретар Ананьївського районного комітету КП(б)У Молдавської АРСР.
З червня по листопад 1939 року — секретар Молдавського обласного комітету КП(б)У з кадрів.
З вересня до листопада 1939 року — голова Тимчасового управління Бережанського повіту Тарнопільського воєводства, на відповідальній роботі в Тарнопільському обласному (воєводському) Тимчасовому управлінні.
27 листопада 1939 — липень 1941 року — секретар Тарнопільського обласного комітету КП(б)У з кадрів.
З липня 1941 року — в Червоній армії, учасник німецько-радянської війни. Служив в.о. начальника політичного відділу 87-ї стрілецької дивізії 14-го стрілецького корпусу. У травні 1942 року потрапив в оточення та німецький полон. У 1945 році звільнений із німецьких таборів радянськими військами, перебував у військово-пересильному пункті 192-го запасного стрілецького полку 1-ї запасної стрілецької дивізії.
Подальша доля невідома.

## Звання
- лейтенант
- майор адміністративної служби

## Нагороди та відзнаки
- медаль «За перемогу над Німеччиною у Великій Вітчизняній війні 1941—1945 рр.»
- медалі